# NGC 6274-2
NGC 6274-2 (другие обозначения — UGC 10643, MCG 5-40-20, ZWG 169.24, KUG 1657+300B, KCPG 503B, PGC 59383) — спиральная галактика с перемычкой (SBb) в созвездии Геркулес.
Открыта астрономом Альбертом Мартом 28 июня 1864 года.
Этот объект не входит в число перечисленных в оригинальной редакции «Нового общего каталога» и был добавлен позднее.